# Tête de l'Enchastraye
La tête de l'Enchastraye (en italien : Enciastraia) est un sommet franco-italien culminant à 2 954 ou 2 955 ou 2 956 mètres d'altitude situé dans le massif du Mercantour-Argentera. Ce sommet est bordé à l'ouest par le vallon du Lauzanier et à l'est par le vallon de Pouriac menant au village italien d'Argentera. Il domine d'une centaine de mètres son voisin immédiat le rocher des Trois-Évêques (it) (en italien : Rocca dei Tre Vescovi), point de partage des eaux entre la Durance, le Var et le Pô.

## Toponymie
Le nom semble provenir de l'enchastre, qui indique une enceinte où les troupeaux sont enfermés dans des pâturages de haute altitude.

## Géographie
La tête de l'Enchastraye est située dans la commune de Val d'Oronaye dans les Alpes-de-Haute-Provence le long de la crête qui marque la frontière entre l'Italie et la France. Elle commence au nord par le col de Larche, puis se dirige vers le sud-est en direction du rocher des Trois-Évêques (it). Pour la partie italienne, la montagne est située dans la municipalité d’Argentera, dans la province de Coni.
La montagne est recouverte à sa base d'éboulis et de rochers et son sommet présente des couches épaisses, surtout lorsqu'il est vu du côté est. Le corps montagneux à partir duquel le sommet s'élève comprend à l'ouest une plus grande surface, où se trouvent plusieurs lacs alpins ; il est plus raide du côté est.
Le versant français fait partie du parc national du Mercantour.

## Ascension
L'ascension de ce sommet se fait depuis le col de Pouriac, en partant du versant français (vallon du Salso Moreno, parking du camp des Fourches) ou du versant italien (depuis Ferrere). Une sente en direction de Rocca dei Tre Vescovi (rocher des Trois-Évêques (it)) / Enciastraia (tête de l’Enchastraye) longe le pied de la barre rocheuse du versant est avant de déboucher sur l'arête nord-est. Une fois au pied de la Rocca dei Tre Vescovi, le chemin coupe longitudinalement le versant nord de la montagne et mène jusqu'au pied d'Enciastraia. La montée continue en direction du nord jusqu'à la crête, où le sentier s’incline vers le sud et s’élargit. Un dernier petit tronçon légèrement en montée permet d'accéder au sommet.
Un deuxième itinéraire d'ascension prévoit le départ de la grange d'Argentera.
Le sommet peut également être atteint en hiver en ski de randonnée.